# Borbély Samu

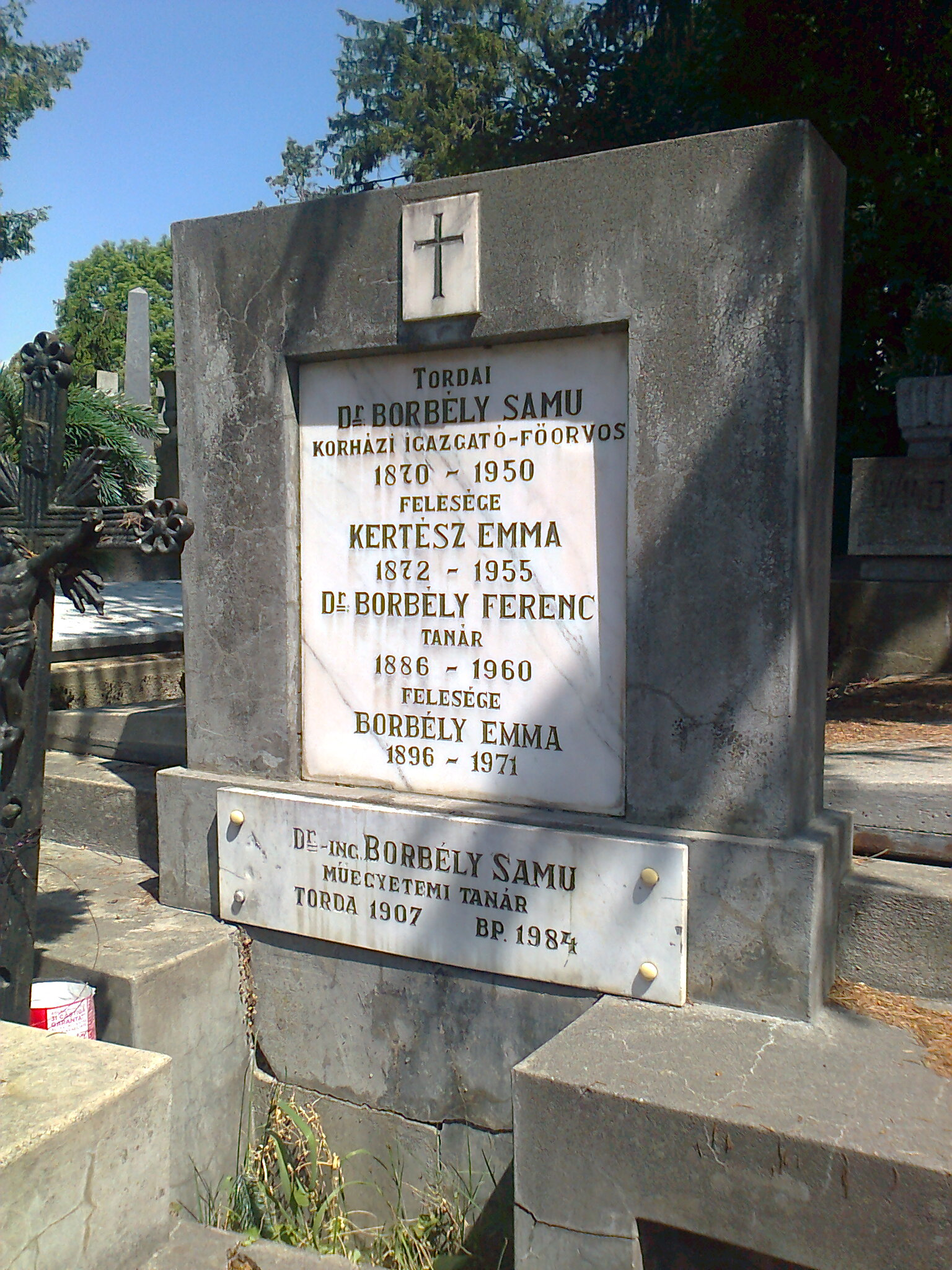
Sírja a marosvásárhelyi katolikus temetőben

Borbély Samu (Torda, 1907. április 23. – Budapest, 1984. augusztus 14.) magyar matematikus, gépészmérnök, egyetemi tanár, az MTA tagja (levelező 1946, rendes 1979). Kutatási területe az alkalmazott matematika, ezen belül ballisztikai, szárnyelméleti, hővezetési témakörökkel foglalkozott.

## Életútja, munkássága
Középiskolai tanulmányait szülővárosában és a kolozsvári unitárius kollégiumban végezte, ahol már a Szabédi László elnöklete alatt működő Kriza Önképzőkörben kitűnt a relativitáselméletről tartott előadássorozatával. Gépészmérnöki és matematikai tanulmányait Budapesten és Berlinben folytatta, itt Albert Einsteinnel került személyes kapcsolatba. Borbély Samu a berlin-charlottenburgi Műszaki Egyetem ún. Általános Tudományok Karán 1933-ban szerzett mérnök-matematikusi oklevelet, majd 1938-ban ugyanott, Rothe professzor irányításával mérnök-doktori (Dr.-Ing.) tudományos címet. 1933–41 között a berlini Repüléselméleti Intézetben dolgozott tudományos munkatársként. Az aerodinamika és a matematika műszaki alkalmazása terén ért el eredményeket. A második világháború alatt, 1941-től a kolozsvári egyetemen tanított. 1944 májusában a német hatóságok őrizetbe vették a műszaki együttműködés megtagadása miatt, Németországba hurcolták, majd  Sopronkőhidára toloncolták, ahonnan 1944 decemberében megszökött, utána Budapesten bujkált.
1945 után a Bolyai Tudományegyetem tanára; jelentősen hozzájárult az intézmény tudományos tekintélyéhez és demokratikus megerősödéséhez; egy új matematikusnemzedék nevelőjévé vált. 1949-ben, miután magyar állampolgárként már nem taníthatott Kolozsváron,  áttelepedett Magyarországra, itt a miskolci műszaki egyetem matematika tanszékének vezetőjeként működött, 1955-től a BME gépészmérnöki karán szintén a matematika tanszéket vezette. 1960–64-ig Magdeburgban az Otto von Guericke Nehézgépipari Műegyetem matematikai intézetét igazgatta. Megszervezte a tudományos matematikai képzést és az NDK Matematikai Társulatának helyi tagozatát. 1964-től 1968-ig ismét a Budapesti Műszaki Egyetemen volt matematikai tanszékvezető, 1977. december 31-ei nyugalomba vonulásáig itt oktatott és kutatott, komplex függvénytani óráit nyugdíjas korában is megtartotta.
Tudományos közleményei szakfolyóiratokban jelentek meg.
A marosvásárhelyi katolikus temetőben nyugszik, urnáját a szülei sírjában helyezték el. Sírfelirata:
  DR. ING. BORBÉLY SAMU / MŰEGYETEMI TANÁR / TORDA 1907 BP. 1984

## Kötetei (válogatás)
- A grafikus analízis két alapműveletéről (1945);
- Über einen Integraphen ebener Vektoren. Egy vektorintegráfról (Acta Bolyai I. 1946. Magyar nyelvű tartalmi kivonattal);
- Bevezetés a felsőbb matematikába I. (1947).
- Vektorszámítás / Borbély Samu, Szabó Miklós ; [közread. a.] Rákosi Mátyás Nehézipari Műszaki Egyetem, Miskolc, 1955.	Változatlan utánny. 317 p. : ill. (Első kiad. 1951)
- Többváltozós függvények / Borbély Samu ; [közread. a] Budapesti Műszaki Egyetem Gépészmérnöki Kar. Budapest : Felsőokt. Jegyzetell. Váll., 1956 168 p. : ill.
- Gépész- és villamosmérnökök kézikönyve (Pattantyús-Ábrahám Imrével, Budapest, 1961)